# Doctor Strange in the Multiverse of Madness
Série l'univers cinématographique Marvel
Spider-Man: No Way Home
(2021) Thor: Love and Thunder
(2022)
Série Doctor Strange
Doctor Strange
(2016)
Pour plus de détails, voir Fiche technique et Distribution.
Doctor Strange in the Multiverse of Madness, ou Docteur Strange dans le multivers de la folie au Québec est un film américain réalisé par Sam Raimi, sorti en 2022.
Il s'agit du vingt-huitième film de l'univers cinématographique Marvel et le cinquième de la phase IV. Il est réalisé par Sam Raimi à partir d'un scénario écrit par Michael Waldron. Il met en scène Benedict Cumberbatch dans le rôle de Stephen Strange, aux côtés d'Elizabeth Olsen, Benedict Wong, Rachel McAdams, Chiwetel Ejiofor, Xochitl Gomez et Patrick Stewart.
Le film débute quelques semaines après les événements survenus dans Spider-Man: No Way Home. Le Docteur Strange va devoir traverser les hallucinantes et dangereuses réalités alternatives du Multivers. Afin de pouvoir faire face à ce grand périple, Strange sollicite l'aide de sa collègue Avenger Wanda Maximoff, qui est devenue pleinement la Sorcière rouge. Mais elle devient son ennemie, cherchant à trouver à tout prix ses deux enfants Billy et Tommy dans un autre univers et ayant pour ce faire besoin de la jeune America Chavez qui possède le pouvoir de créer des portails à travers le multivers. Le danger que représente la Sorcière rouge pousse Strange à tenter de protéger la jeune America, notamment avec l'aide du Sorcier Suprême Wong, dans un combat apocalyptique se déroulant à travers de nombreux univers où Strange retrouve d'autres versions de lui-même, mais également l'amour de sa vie Christine Palmer.
Scott Derrickson, le réalisateur et coscénariste du premier film Doctor Strange, prévoit sa suite dès octobre 2016. Il signe pour revenir en tant que réalisateur en décembre 2018, au moment où Benedict Cumberbatch confirme sa participation. Le titre du film est annoncé en juillet 2019 avec l'implication d'Elizabeth Olsen, tandis que Jade Halley Bartlett est embauchée pour en écrire le scénario. Scott Derrickson démissionne de son poste en janvier 2020, invoquant des différences créatives, Michael Waldron et Sam Raimi sont engagés le mois suivant et en reprennent respectivement la réalisation et l'écriture. Ils ajoutent des éléments d'horreur avec lesquels Raimi a déjà travaillé auparavant et font de Wanda Maximoff la méchante du film, poursuivant son histoire développée dans la série WandaVision (2021). Le tournage commence en novembre 2020 à Londres mais est suspendu en janvier 2021 en raison de la pandémie de Covid-19. La production reprend en mars 2021 et s'achève à la mi-avril dans le Somerset. Des prises de vues ont également eu lieu dans le Surrey et à Los Angeles.
Vingt jours après sa sortie, Doctor Strange in the Multiverse of Madness totalise 804 millions de dollars de recettes mondiales, ce qui en fait à ce point le film le plus rentable de 2022. Il est loué par la presse spécialisée pour son univers visuel et pour les performances de ses acteurs, particulièrement celles de Benedict Cumberbatch, Elizabeth Olsen et Xochitl Gomez, mais reçoit également des critiques pour des défauts dans son rythme et son écriture.
Le film marque aussi le retour de Sam Raimi chez Marvel, 20 ans après la trilogie Spider-Man qu'il a réalisée avec Tobey Maguire.

## Synopsis
America Chavez et « Defender Strange » (un Variant de Stephen Strange) fuient à travers l'« Intervalle cosmique », l'espace entre les univers, pour trouver le Livre des Vishanti (un grimoire de magie blanche qui donne à un sorcier le pouvoir d'annuler les maléfices de son contraire, la magie noire, et de vaincre ses ennemis) afin de se débarrasser du démon qui les poursuit. Defender Strange est tué par ce dernier et Chavez ouvre accidentellement un portail interdimensionnel en forme d'étoile qui les aspire tous. Sur la « Terre-616 », en 2024, Strange se réveille en sueur dans son lit, il ne s'agissait que d'un simple cauchemar. 
Plus tard, il assiste au mariage de son ex-amante, le Dr Christine Palmer. Lors de la réception, le démon octopoïde Gargantos fait des ravages dans New York en poursuivant America Chavez, à la grande surprise de Strange, qui l'a vue dans son rêve. Strange la sauve et tue le démon avec l'aide du Sorcier Suprême Wong. Chavez leur explique par la suite que Gargantos la pourchassait parce qu'elle a le pouvoir de voyager à travers le multivers, et révèle à Strange que ses rêves sont en fait une réalité : ce sont des visions issues d'univers alternatifs.
Reconnaissant des signes de sorcellerie sur le démon et sur le cadavre de son variant Defender Strange, Strange consulte sa collègue Avenger Wanda Maximoff, avant de se rendre compte que celle-ci est en fait la responsable de l'apparition de ces démons. Depuis qu'elle a acquis le Darkhold (l’antithèse du Livre des Vishanti) et est devenue la Sorcière rouge, Wanda pense que contrôler le multivers en s'appropriant le pouvoir de Chavez lui permettra de retrouver Billy et Tommy, les enfants qu'elle a créés durant son séjour à Westview. L'extraction du pouvoir de Chavez par Wanda pourrait alors la tuer sur le coup. Strange décide de protéger Chavez, et ils vont se réfugier à Kamar-Taj, mais Wanda attaque et provoque la chute du sanctuaire népalais, tuant de nombreux sorciers et apprentis. Alors que Wanda s'apprêtait à absorber le pouvoir de Chavez, cette dernière (qui ne contrôle pas son pouvoir, se déclenchant seulement lorsqu'elle est terrifiée) se transporte accidentellement avec Strange à travers le multivers jusqu'à New York de la « Terre-838 », un univers aux allures utopiques. Strange espère trouver une autre America Chavez qui contrôle son pouvoir afin de retourner sur la Terre-616, Chavez explique qu'elle est unique à travers tout le multivers, car elle ne rêve jamais. Pendant ce temps, Wanda utilise le Darkhold pour réaliser le maléfice du rêve passerelle permettant d'investir le corps de sa version habitant la Terre-838, qui mène une vie paisible avec Billy et Tommy.
Alors qu'ils cherchent de l'aide auprès d'un autre Docteur Strange, Strange et Chavez découvrent que le Strange de la Terre-838 s'est sacrifié pour tuer Thanos. Le duo est alors arrêté par le Sorcier Suprême et maître du Saint des Saints de New York, Karl Mordo de la Terre-838. Strange et Chavez sont amenés devant les Illuminati, qui se composent de Mordo, de Peggy Carter alias Captain Carter, du roi Blackagar Boltagon dit Black Bolt, de Captain Marvel (qui, dans cet univers, se trouve être Maria Rambeau), du docteur Reed Richards alias Mr Fantastique et du professeur Charles Xavier.
Pendant ce temps, à Kamar-Taj sur la Terre-616, Sara, une jeune sorcière et amie de Wong, se sacrifie en détruisant le Darkhold, ce qui interrompt le rêve passerelle de Wanda sur la Terre-838. Cette dernière oblige Wong à lui révéler les secrets du Darkhold. Wong emmène alors Wanda sur le mont Wundagore, où subsistent les ruines du temple de Chthon, le démon créateur du Darkhold dont les runes sont gravées dans la pierre, et où se trouve également le trône de la Sorcière rouge, dont la statue est aussi sculptée sur les parois. Wanda recommence son rêve passerelle sur la Terre-838 et reprend le contrôle de sa Variante.
Les Illuminati révèlent à Strange que le Strange de la Terre-838 n'est pas mort en renversant Thanos. À cause d'une utilisation imprudente du Darkhold de son univers, le Strange de la Terre-838 a déclenché par inadvertance une « incursion», causant des milliards de victimes. Après avoir utilisé le Livre des Vishanti pour vaincre Thanos, les Illuminati ont dû tuer Strange avant qu'il ne fasse plus de mal, Bolt l'a désintégré avec sa voix; Mordo et le reste du groupe pensent que le Strange de la Terre-616 est aussi dangereux.
Avant que les Illuminati ne puissent porter un jugement, la Wanda de la Terre-838 possédée par la Sorcière rouge de la Terre-616 infiltre le QG des Illuminati en détruisant plusieurs sentinelles d'Ultron, qui dans cet univers, n'est pas défaillant. Les Illuminati se mettent en position de combat et Xavier, qui a accordé sa confiance à Strange, lui révèle l'existence d'un chemin de passage vers le Livre des Vishanti qu'avait créé le Strange de la Terre-838. Wanda combat et élimine aisément Bolt, Richards, Carter et Rambeau mais est ensuite retenue par Xavier, qui a pénétré dans son esprit, ce qui permet à Chavez et Strange (qui s'est battu avec Mordo plus tôt) de s'échapper avec l'aide de la Christine Palmer de la Terre-838, qui est ici une scientifique travaillant avec les Illuminati. Wanda finit par reprendre le contrôle de son esprit et tue Xavier de l'intérieur en lui brisant la nuque, avant de se lancer à la poursuite du trio, qui arrive à rejoindre l'Intervalle cosmique grâce au chemin de passage, qui ne s'ouvre qu'avec la montre Jaeger-LeCoultre de Strange, un ancien cadeau de Christine. Au moment où Strange récupère le Livre des Vishanti, la Wanda de la Terre-838 contrôlée par la sorcière rouge de la Terre-616 apparaît, détruit le livre, capture Chavez et l'emmène sur le mont Wundagore. Elle utilise les pouvoirs de Chavez pour envoyer Strange et Palmer dans un univers post-apocalyptique, en grande partie détruit.
Wanda commence à lancer le sort qui va lui permettre de prendre le pouvoir de Chavez. Strange fait la rencontre du « Sinister Strange » de l'univers où, avec Palmer, ils ont été projetés. Ce Variant de Strange a été corrompu par le Darkhold et veille désormais sur ce dernier. Strange échange avec son variant maléfique sur son passé mystérieux (ses actions avec le Darkhold pour trouver une autre réalité où il vivrait heureux avec Christine auraient apparemment provoqué l'extinction de son univers). Après cet échange, Strange combat son Variant maléfique et le tue avant d'utiliser le Darkhold pour effectuer un rêve passerelle dans le cadavre partiellement décomposé de Defender Strange sur la Terre-616, lui donnant l'aspect d'un zombie, qui se rend sur le mont Wundagore. Strange parvient à contrôler les « Esprits des damnés » (qui s'attaquent ensuite à Wanda), libère Chavez et lui fait comprendre qu'elle est désormais capable de contrôler son pouvoir.
Incapable de maîtriser Wanda, Chavez la ramène sur la Terre-838, permettant à Billy et Tommy d'être témoins de son mal. Ils reculent de peur, pleurant pour leur vraie mère, Wanda de la Terre-838. Réalisant le mal qu'elle a pu causer autour d'elle, Wanda utilise ses pouvoirs pour détruire toutes les copies du Darkhold à travers le multivers, se sacrifiant par là même. Avant que Christine ne revienne sur la Terre-838, Strange lui dit qu'il aime toujours la Christine de son univers ainsi que celles de tous les univers, mais qu'il a toujours eu trop peur d'avoir une vraie relation. Plus tard, Chavez commence une formation magique à Kamar-Taj. De retour au Saint des Saints de New York, Strange est pris de violents maux de tête en pleine rue et commence à développer un troisième œil à la suite de son utilisation du Darkhold.
Scène inter-générique
En pleine rue, Cléa avertit Strange que ses actions ont déclenché une incursion et l'invite à la suivre dans la Dimension noire.
Scène post-générique
Pizza poppa, un vendeur de pizza-balls de la Terre-838 qui a été ensorcelé par Strange, cesse enfin de se frapper le visage. Il s'en réjouit.

## Fiche technique
Sauf indication contraire, les informations mentionnées dans cette section peuvent être confirmées par les bases de données cinématographiques IMDb et Allociné,  présentes dans la section « Liens externes ».
- Titre original et français : Doctor Strange in the Multiverse of Madness
- Titre québécois : Docteur Strange dans le multivers de la folie[2]
- Réalisation : Sam Raimi
- Scénario : Michael Waldron, d'après le personnage Docteur Strange créé par Steve Ditko et Stan Lee
- Musique : Danny Elfman
- Direction artistique : Julian Ashby, Alice Biddle, Thomas Brown, Julia Dehoff, Cristopher Escobar, Patrick Harris, Peter James, Rachel Robb Kondrath, Sarah M. Pott, Mike Stallion et Mark Swain
- Décors : Charles Wood et John Bush[3]
- Costumes : Graham Churchyard
- Photographie : John Mathieson
- Son : Lora Hirschberg, Eric Flickinger, Douglas Parker, Juan Peralta, Ryan Robinson, Ryan Stern, Andy Winderbaum
- Montage : Bob Murawski et Tia Nolan (de)
- Production : Kevin Feige
  - Production exécutive (Los Angeles) : JoAnn Perritano et Helen Pollak
  - Production déléguée : Scott Derrickson, Victoria Alonso (en), Eric Hauserman Carroll, Jamie Christopher, Louis D'Esposito (es)
  - Coproduction : Mitchell Bell et Richie Palmer
- Sociétés de production[4] : Marvel Studios
- Société de distribution : Walt Disney Studios Motion Pictures (États-Unis et Canada) ; Walt Disney Studios Motion Pictures International (France)
- Budget : 200 millions de $[5]
- Pays de production :  États-Unis
- Langues originales : anglais, espagnol, chinois
- Format[6] : couleur (Technicolor) - 35 mm / D-Cinema - 2,39:1 (Cinémascope) (Panavision) / 1,90:1 (version IMAX) - son DTS | Dolby Digital | IMAX 6-Track | Dolby Atmos | Dolby Surround 7.1
- Genre : action, aventures, épouvante-horreur, fantastique, science-fiction, super-héros
- Durée : 126 minutes
- Dates de sortie[7] :
  - France, Belgique, Suisse romande : 4 mai 2022[8],[9],[10]
  - États-Unis, Québec : 6 mai 2022[2]
- Classification[11] :
  - États-Unis : accord parental recommandé, film déconseillé aux moins de 13 ans (PG-13 - Parents Strongly Cautioned)[Note 4]
  - France : tous publics[12]
  - Belgique : potentiellement préjudiciable jusqu'à 12 ans (Mogelijk schadelijk voor kinderen onder de 12 jaar)[9],[13]
  - Suisse romande : interdit aux moins de 12 ans[14]
  - Québec : tous publics - déconseillé aux jeunes enfants (G - General Rating)[2]

## Distribution
Sauf indication contraire, les informations mentionnées dans cette section peuvent être confirmées par la base de données cinématographiques IMDb,  présente dans la section « Liens externes ».
- Benedict Cumberbatch (VF : Jérémie Covillault ; VQ : Tristan Harvey) : Stephen Strange / Docteur Strange ; Stephen Strange / Defender Strange ; Stephen Strange / Supreme Strange (Terre-838) ; Stephen Strange / Sinister Strange
- Elizabeth Olsen (VF : Charlotte Corréa ; VQ : Émilie Gilbert) : Wanda Maximoff / la Sorcière rouge ; Wanda Maximoff (Terre-838) ; Gargantos (capture oculaire)
- Rachel McAdams (VF : Elisabeth Ventura ; VQ : Geneviève Désilets) : Dr Christine Palmer ; Christine Palmer (Terre-838)
- Xochitl Gomez (VF : Alice Orsat ; VQ : Ludivine Reding) : America Chavez
- Benedict Wong (VF : Enrique Carballido ; VQ : Pierre-Étienne Rouillard) : Wong
- Chiwetel Ejiofor (VF : Frantz Confiac ; VQ : Fayolle Jean Jr.) : Karl Mordo / Master Mordo (Terre-838) ; Karl Mordo / Baron Mordo (scène coupée)
- Patrick Stewart (VF : Pierre Dourlens ; VQ : Jacques Lavallée) : Pr Charles Xavier / Professeur X (Terre-838)
- Hayley Atwell (VF : France Renard ; VQ : Catherine Proulx-Lemay) : Peggy Carter / Captain Carter (Terre-838)
- Lashana Lynch (VF : Corinne Wellong ; VQ : Pascale Montreuil) : Maria Rambeau (en) / Captain Marvel (Terre-838)
- Anson Mount (VF : Marc Arnaud) : Blackagar Boltagon / Black Bolt (Terre-838)
- John Krasinski (VF : Stéphane Pouplard ; VQ : Fréderic Paquet) : Dr Reed Richards / Mr Fantastique (Terre-838)
- Jett Klyne (VF : Zion Percy ; VQ : Thierry Yatma Beye) : Tommy Maximoff (Terre-838)
- Julian Hilliard (VF : Ulysse Carlier ; VQ : Noé Henri Rouillard) : Billy Maximoff (Terre-838)
- Sheila Atim : Sara
- Adam Hugill (VF : Maxime Hoareau) : Rintrah[15]
- Michael Stuhlbarg (VF : Luc Boulad ; VQ : Benoît Gouin) : Dr Nicodemus West
- Ross Marquand : Sentinelles Ultron (Terre-838) (voix)
- Yenifer Molina : Gargantos (voix)
- Ruth Livier : Elena Chavez, l'une des deux mères d'America
- Chess Lopez (VF : Ludivine Galieri) : Amalia Chavez, l'une des deux mères d'America
- Topo Wresniwiro : Maître Hamir
- Mark Anthony Brighton : Jericho Drumm
- Ako Mitchell : Charlie, le mari de Christine
- Daniel Swain : le maître du Saint des Saints de Londres
- Momo Yeung : la maîtresse du Saint des Saints de Hong Kong
- Mara Natuzzi : Maria
- Kevin Dalton : le père de Christine
- Bruce Campbell (VF : Vincent Violette) : Pizza poppa, le vendeur de pizza-balls (Terre-838) (caméo)
- Michael Waldron : le témoin de mariage de Charlie (caméo)
- Tony McCarthy : un policier (caméo)
- Charlize Theron (VF : Barbara Kelsch) : Cléa (caméo, scène inter-générique)
- Josh Brolin : Thanos (Terre-838) (caméo, non crédité)

Version française
- - Studio de doublage : Dubbing Brothers
  - Direction artistique : Gilles Morvan
  - Adaptation des dialogues : Philippe Videcoq

Version québécoise
- - Studio de doublage : Difuze
  - Direction artistique : Sébastien Reding
  - Adaptation des dialogues : Nadine Taillon

## Production

### Genèse et développement

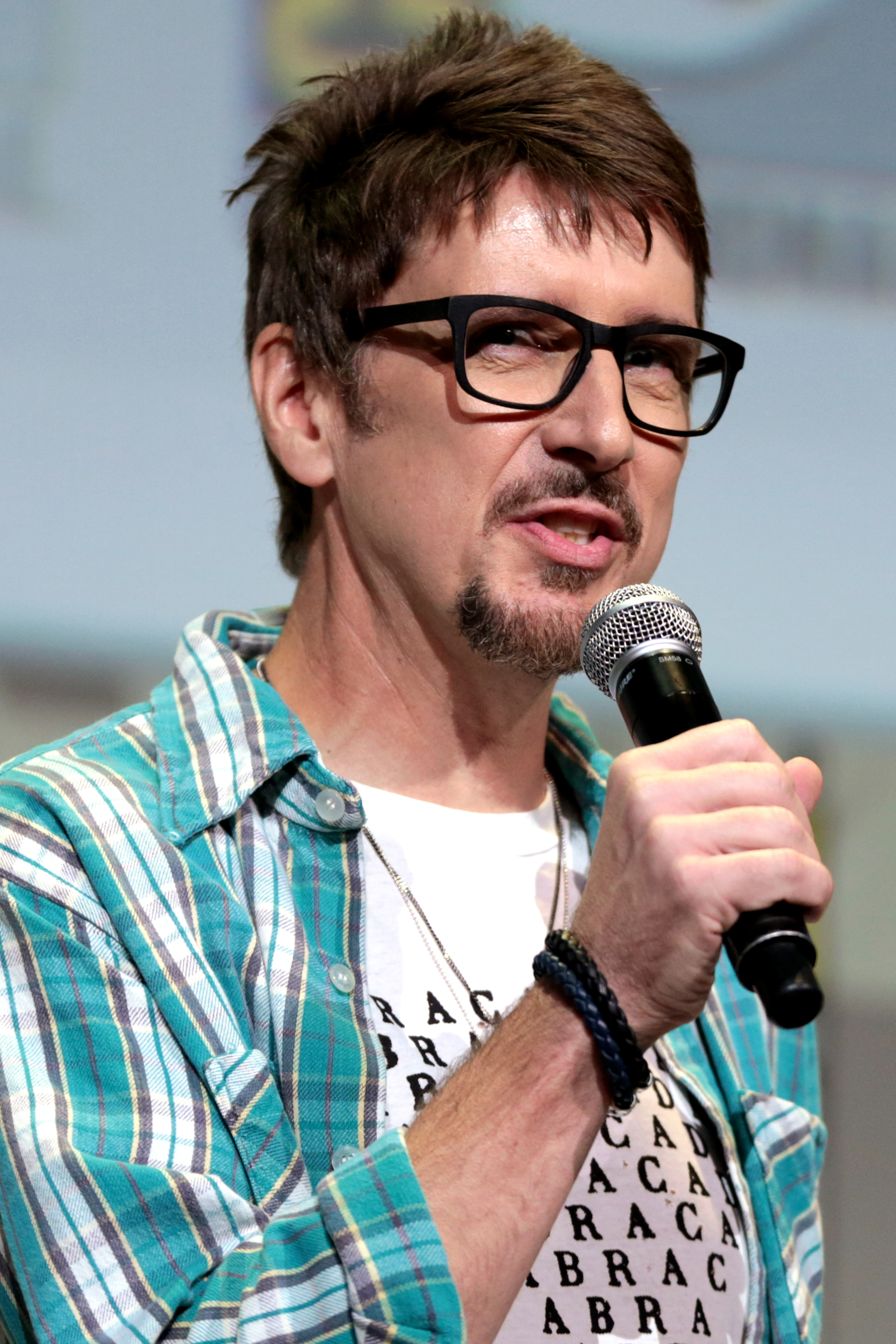
Scott Derrickson en 2016.

Coscénariste de Doctor Strange (2016), C. Robert Cargill annonce en avril 2016 que Marvel Studios songe à une suite. Le réalisateur du premier opus, Scott Derrickson, exprime lui son envie de continuer l'aventure et ambitionne de faire une suite à la manière de The Dark Knight : Le Chevalier noir (2008). Benedict Cumberbatch révèle quant à lui avoir signé pour un autre film. Scott Derrickson évoque l'idée d'utiliser Nightmare comme antagoniste. Le scénariste Jon Spaihts déclare quant à lui vouloir la présence de Cléa.
The Hollywood Reporter révèle que le script sera finalisé en 2019 avec un tournage prévu courant 2020 pour une sortie en mai 2021. Kevin Feige et Scott Derrickson annoncent officiellement le film au San Diego Comic-Con de juillet 2019 et révèlent le titre : Doctor Strange in the Multiverse of Madness. La date du 7 mai 2021 est par ailleurs confirmée. Scott Derrickson déclare qu'il veut faire de cette suite « le premier film effrayant » de l'univers cinématographique Marvel avec des éléments davantage gothiques,. Il est par ailleurs expliqué que le film sera étroitement lié à de futures œuvres de l'univers, notamment les séries WandaVision et Loki (2021) ou encore le 3e film Spider-Man,.

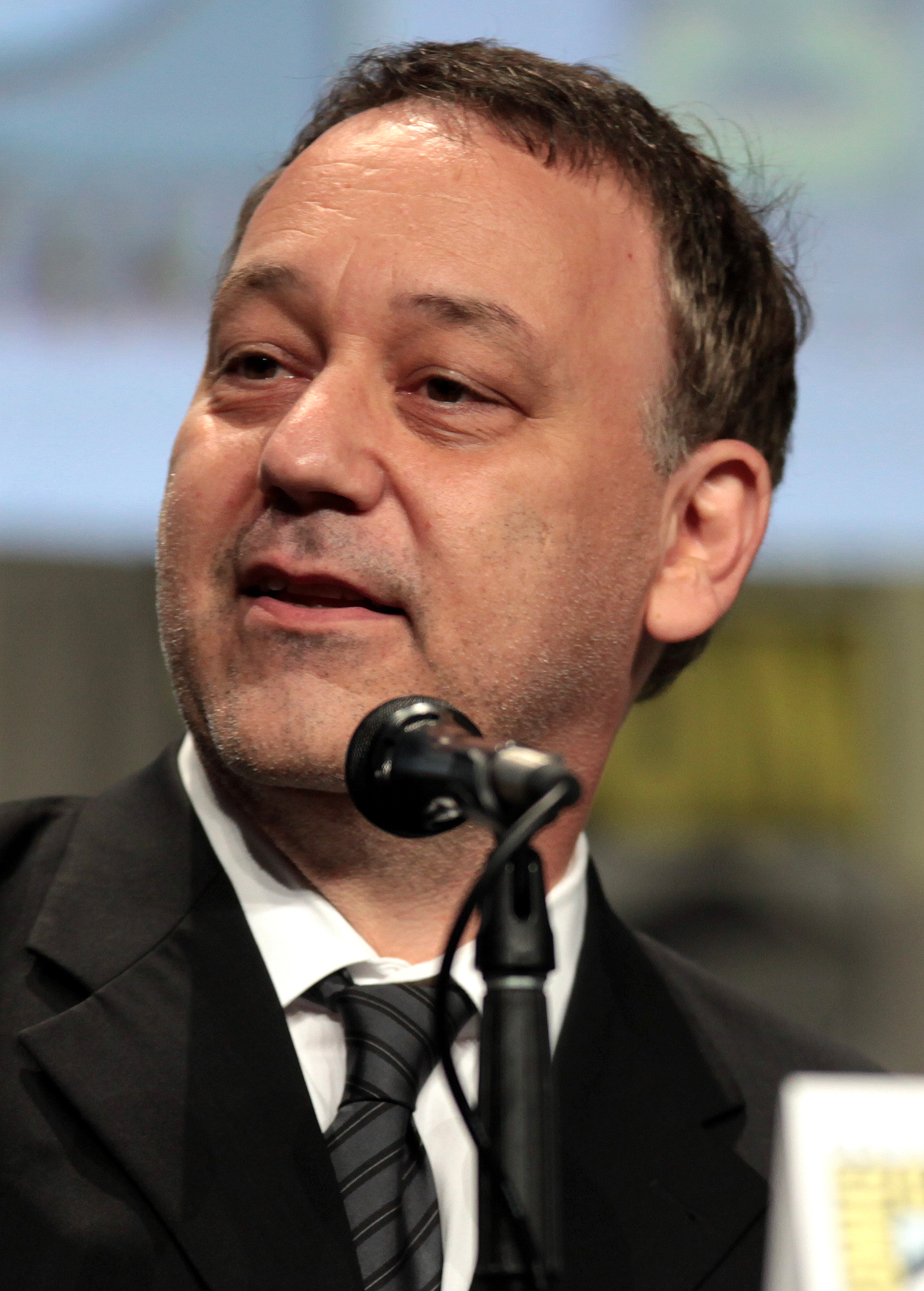
Sam Raimi en 2014.

La nouvelle venue Jade Bartlett est engagée comme scénariste en octobre 2019. En décembre 2019, Kevin Feige explique que le film lancera le « Multivers » et que cela « sera la prochaine étape de l'évolution de l'univers cinématographique Marvel ». Plus tard, il revient sur les rumeurs selon laquelle cette suite sera un film d'horreur, bien qu'il contiendra quelques scènes effrayantes. Plutôt que des films horrifiques, le président de Marvel Studios cite comme influences des films tels que Les Aventuriers de l'arche perdue (1981), Indiana Jones et le Temple maudit (1984), Gremlins (1984) ou encore Poltergeist (1982). Kevin Feige révèle par ailleurs que le film introduira de nouveaux personnages de l'univers sans préciser lesquels. En janvier 2020, il est annoncé que Scott Derrickson n'est plus le réalisateur du film, en raison de divergences artistiques avec le studio. Il demeure cependant producteur délégué du film.
En décembre 2019, Sam Raimi entre en négociations pour reprendre le poste de réalisateur. Auteur de la série Loki, Michael Waldron est chargé de réécrire le script. Sam Raimi est officiellement confirmé en avril 2020. Il n'avait plus réalisé de long-métrage depuis Le Monde fantastique d'Oz (2013).

### Attribution des rôles
En décembre 2018, les retours de Benedict Wong et Rachel McAdams sont confirmés,. Lors du San Diego Comic-Con de juillet 2019, Kevin Feige révèle qu'Elizabeth Olsen reprendra son rôle de Wanda Maximoff dans le film. Chiwetel Ejiofor confirme sa présence en juin 2020.
En décembre 2021, il est annoncé que Michael Stuhlbarg reprendra son rôle de Nicodemus West (en), présent dans le premier film.
Les premières bandes annonces du film nous permettent de voir que Benedict Cumberbatch, Elizabeth Olsen, Rachel McAdams, Benedict Wong et Chiwetel Ejiofor incarneront également des variants de leurs personnages.
La deuxième bande annonce, dévoilée à l'occasion du Super Bowl LVI, nous confirme notamment la présence de Patrick Stewart, connu pour son interprétation de Charles Xavier dans la première trilogie de films X-Men, dans un rôle non divulgué par le biais d'une courte réplique.
Le 28 février 2022, Patrick Stewart confirme sa présence dans le film à l'occasion d'un entretien accordé au journaliste Jake Hamilton, sans pour autant confirmer le rôle qu'il tiendra. L'interview est notamment diffusée sur sa chaîne YouTube Jake's Takes.
Dans un autre TV Spot, une scène nous montre un affrontement au sein du QG des Illuminatis et qui permet notamment d'apercevoir Captain Carter et son bouclier.
Quelques jours plus tard, une scène dite « leaked » en anglais est dévoilée sur YouTube. Elle montre une discussion de Mr Fantastique avec Wanda puis Black Bolt qui se dévoile avec un costume dont une flèche sur le haut de sa tête. Wanda engage alors le combat et affronte Mr Fantastique, ce qui précède donc la scène avec le fameux bouclier de Captain Carter.

### Tournage
Initialement prévu en mai 2020, le tournage est repoussé en raison de la pandémie de Covid-19 et débute le 4 novembre 2020 à Londres,,, sous le titre de travail de Stellar Vortex. Elizabeth Olsen enchaine avec les prises de vues de la série WandaVision, tout juste achevées. Benedict Cumberbatch rejoint quant à lui le tournage après avoir tourné ses scènes du 3e film Spider-Man débuté à Atlanta en novembre 2020,. En janvier 2021, il est annoncé que le tournage est interrompu en raison de restrictions liées à la pandémie au Royaume-Uni. Des scènes seront par ailleurs ensuite tournées à New York, Los Angeles et Vancouver.
Alors que le tournage principal s'était terminé, des reshoots (tournage de scènes supplémentaires) sont annoncés pour la fin de 2021, pour environ six semaines à Los Angeles. The Hollywood Reporter décrit des reshoots majeures impliquant une grande partie du film. Benedict Cumberbatch confirme ces nouvelles scènes et justifie cela en partie à cause de la pandémie de Covid-19 et de certains problèmes logistiques durant le tournage principal. The Hollywood Reporter rapporte que ces changements seraient principalement destinés à rajouter plus d'éléments liés au Multivers, à l'instar de Spider-Man: No Way Home, avec notamment des caméos et des « variants » de personnages majeurs de l'Univers cinématographique Marvel comme dans Loki. Les reshoots s'achèvent mi-décembre 2021, mais il est plus tard révélé que de nouvelles prises de vues ont lieu jusqu'en janvier 2022. Sam Raimi annonce qu'un montage va être réalisé pour des projections test et que de nouveaux reshoots seront peut-être nécessaires pour la cohérence du film.

## Musique
Bandes originales de l'univers cinématographique Marvel
Spider-Man: No Way Home
(2021) Thor: Love and Thunder
(2022)
En février 2021, il est annoncé que Danny Elfman va composer la musique du film. Il retrouve Sam Raimi après Darkman (1990), Evil Dead 3 (1992), Un plan simple (1998), Spider-Man (2002), Spider-Man 2 (2004) et Le Monde fantastique d'Oz (2013).
| 1.  | Multiverse of Madness | 2:37 |
| 2.  | On the Run | 2:17 |
| 3.  | Strange Awakens | 0:43 |
| 4.  | Are You Happy | 1:09 |
| 5.  | Gargantos (Contient des éléments du thème Doctor Strange de Michael Giacchino)                                                                     | 2:51 |
| 6.  | Wanda at Home | 1:07 |
| 7.  | The Apple Orchard | 3:18 |
| 8.  | Battle Time | 3:11 |
| 9.  | Not a Monster | 2:39 |
| 10. | Discovering America | 0:48 |
| 11. | Strange Statue | 1:44 |
| 12. | A Cup of Tea | 3:58 |
| 13. | Home? | 4:09 |
| 14. | Forbidden Ground | 2:29 |
| 15. | Illuminati (Contient des éléments du thème Captain America d'Alan Silvestri et de X-Men '97 de la série animée X-Men de Shuki Levy et Haim Saban.) | 2:14 |
| 16. | Journey with Wong | 1:44 |
| 17. | Tribunal | 2:14 |
| 18. | Illuminati vs Wanda | 2:48 |
| 19. | They're Not Coming Back | 1:01 |
| 20. | The Decision Is Made | 1:14 |
| 21. | Grab My Hand | 1:15 |
| 22. | Buying Time | 3:39 |
| 23. | Stranger Things Will Happen | 2:56 |
| 24. | Book of Vishanti | 2:46 |
| 25. | Looking for Strange | 1:39 |
| 26. | Strange Talk | 3:32 |
| 27. | Letal Symphonies | 1:48 |
| 28. | Only Way | 2:52 |
| 29. | Trust Your Power | 2:55 |
| 30. | They'll Be Loved | 3:59 |
| 31. | Farewell | 2:30 |
| 32. | An Interesting Question | 3:14 |
| 33. | Main Titles | 2:37 |
| 34. | An Unexpected Visitor | 0:33 |

## Accueil

### Sortie
Doctor Strange in the Multiverse of Madness devait sortir en mai 2021 en France et aux États-Unis. Initialement prévu pour le 7 mai 2021, le film a été décalé au 5 novembre 2021 date à laquelle Shang-Chi et la Légende des Dix Anneaux a pris sa place. Il a ensuite été repoussé au 25 mars 2022, remplacé cette fois par Spider-Man: No Way Home, puis une nouvelle fois reporté en  décembre 2021, au 6 mai 2022.

### Accueil critique
Dans le monde anglo-saxon, le site Metacritic donne une moyenne de 60/100 après avoir étudié 65 critiques. Le site Rotten tomatoes donne lui un score de 74% pour 439 critiques.
En France, le site Allociné donne une moyenne de 3,2/5 à partir de l'interprétation de 32 titres de presse.

### Censure
Le film est censuré dans plusieurs pays pour cause de références LGBT (America Chavez, personnage aux parents gay).

### Box-office
| Pays ou région        | Box-office        | Date d'arrêt du box-office | Nombre de semaines |
| --------------------- | ----------------- | -------------------------- | ------------------ |
| États-Unis Canada     | 411 331 607 $     | 11 août 2022               | 14                 |
| France                | 3 391 204 entrées | 9 août 2022                | 14                 |
| Total hors États-Unis | 544 444 197 $     | 11 août 2022               | 14                 |
| Total mondial         | 955 775 804 $     | 11 août 2022               | 14                 |

En France, le jour de sa sortie, le film réalise 335 459 entrées, dont 1 250 en avant-première, pour 619 copies. Il s'agit, au moment de sa sortie, du record de l'année 2022 en termes de démarrage pour le premier jour d'exploitation en France. Au bout d'une semaine d'exploitation, le blockbuster américain réalise 1 438 287 entrées. Ce chiffre fait de lui le film le plus vu en France en 2022 à l'issue de sa première semaine d'exploitation, au moment de sa sortie, devant The Batman (1 165 588). La semaine suivante, le film parvient à franchir la barre symbolique des 2 millions d'entrées (2 053 045). Le film fait mieux, en termes d'entrées, que son 1er opus en 2016 (1 973 652).
Au bout de 3 semaines, Doctor Strange frôle la barre des 2,5 millions (2 427 450) en engrangeant 374 405 entrées supplémentaires. Deux semaines plus tard, Doctor Strange frôle les 3 millions d'entrées (2 966 839). Top Gun: Maverick est sur ses talons en réalisant 2,7 millions d'entrées sur la même période. C'est la semaine suivante, la 6e semaine de son exploitation en France, que le long-métrage américain franchit la barre symbolique des 3 millions d'entrées (3 052 231).
Avec 955 millions de dollars de recettes mondiales, le film est à la troisième place du box-office de l'année 2022.

## Distinctions
Entre 2022 et 2023, le film Doctor Strange in the Multiverse of Madness a été sélectionné 26 fois dans diverses catégories et a remporté 6 récompenses.